# Prejłowo

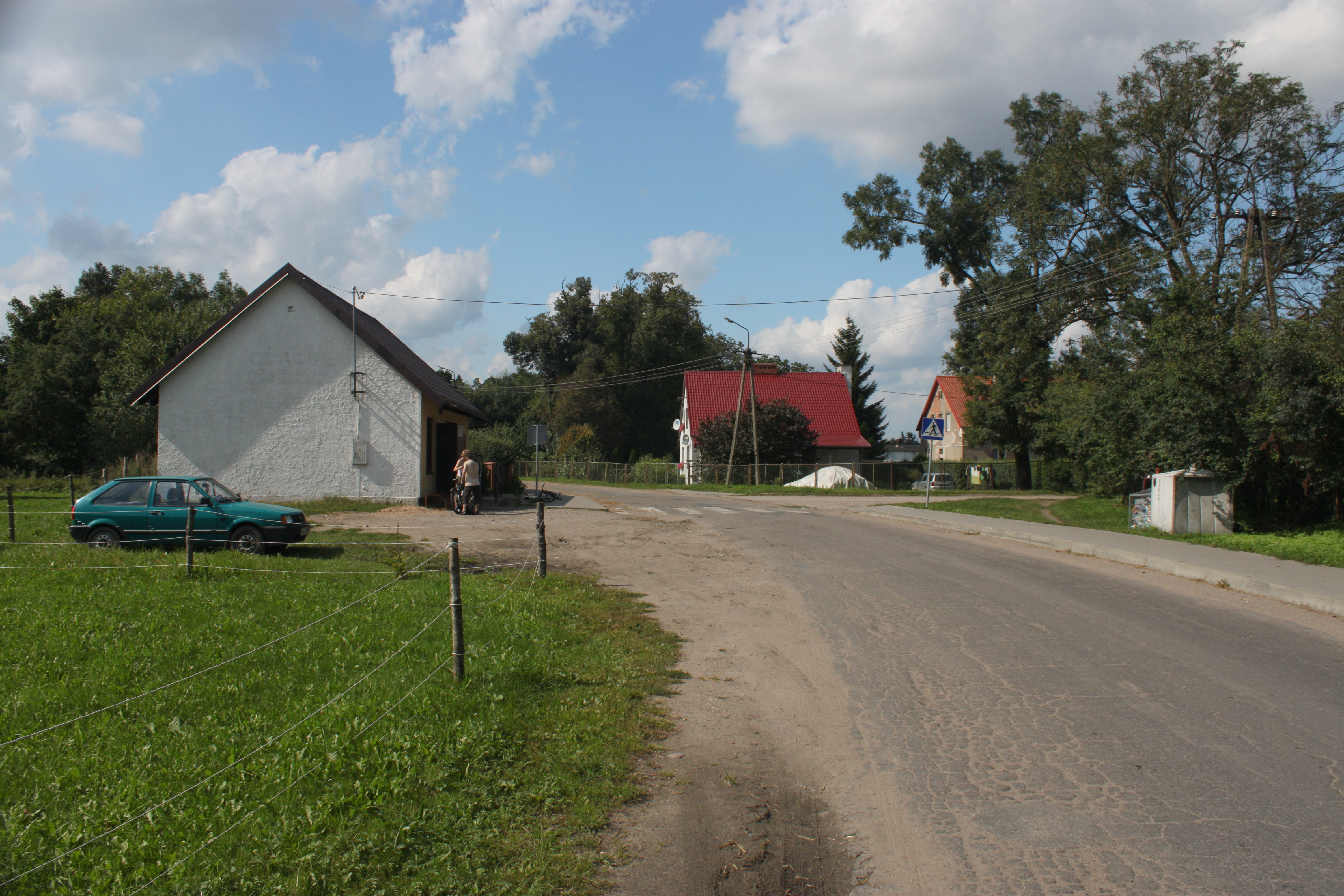
Dorfstraße in Prejłowo

Prejłowo [prɛɪ̯ˈwɔvɔ] (deutsch Preylowen, 1938 bis 1945 Preiwils) und Prejłowo (Osada) sind Orte in der Gmina Purda (Landgemeinde Groß Purden) im Powiat Olsztyński (Kreis Allenstein) in der polnischen Woiwodschaft Ermland-Masuren.

## Geographie

### Geographische Lage
Prejlowo liegt im Westen der Masurischen Seenplatte, die zum Baltischen Höhenrücken gehört. Südöstlich des Dorfes liegt der Binnensee Servent-See (polnisch Jezioro Serwent) mit einer Fläche von 250 Hektar. Charakteristisch für die Gegend sind zahlreiche Seen, Flüsse, sowie Nadel- und Mischwälder, die 53 Prozent des Gemeindegebiets Purda bedecken.
Die Entfernung nach Barczewo (Wartenburg i. Ostpr.) beträgt elf, nach Purda (Groß Purden) sechs, nach Olsztyn (Allenstein) 18, und nach Pasym (Passenheim) 19 Kilometer.
Prejłowo (Osada) liegt wenige hundert Meter nordwestlich des Dorfes.

### Geologie
Die Landschaft ist durch den Eisschild gestaltet worden und ist eine postglaziale, hügelige, bewaldete  Grundmoräne mit vielen Rinnen-, Binnenseen und Flüssen.

## Geschichte

### Ortsgeschichte
Ursprünglich war hier die Gau Barten der Prußen. Nach der Zwangschristianisierung durch den Deutschen Orden war das Bistum Ermland ab 1243 ein Teil des Deutschordenslandes. Zuerst wurde hier 1359 die Handfeste dem Altpruzzen Preiwil verliehen; am 21. Januar 1380 hat das Domkapitel von Ermland der Lokationsvertrag mit 30 Hufen für den Vermesser Tylo erneuert. Nach dem Zweiten Frieden von Thorn im Jahr 1466 wurde Ermland als autonomes Fürstbistum Ermland der Krone Polens unterordnet.
Mit der ersten Teilung Polens im Jahr 1772 wurde Ermland ein Teil des Königreichs Preußen.
Am 7. Mai 1874 ist der Amtsbezirk Preylowen (nach der Änderung der Ortsnamen: Preiwils 1938–1945) im Kreis Allenstein in der preußischen Provinz Ostpreußen gebildet worden.
Aufgrund der Bestimmungen des Versailler Vertrags stimmte die Bevölkerung im Abstimmungsgebiet Allenstein, zu dem Preylowen gehörte, am 11. Juli 1920 über die weitere staatliche Zugehörigkeit zu Ostpreußen (und damit zu Deutschland) oder den Anschluss an Polen ab. In Preylowen (Dorf und Gut) stimmten 140 Einwohner für den Verbleib bei Ostpreußen, auf Polen entfielen keine Stimmen.

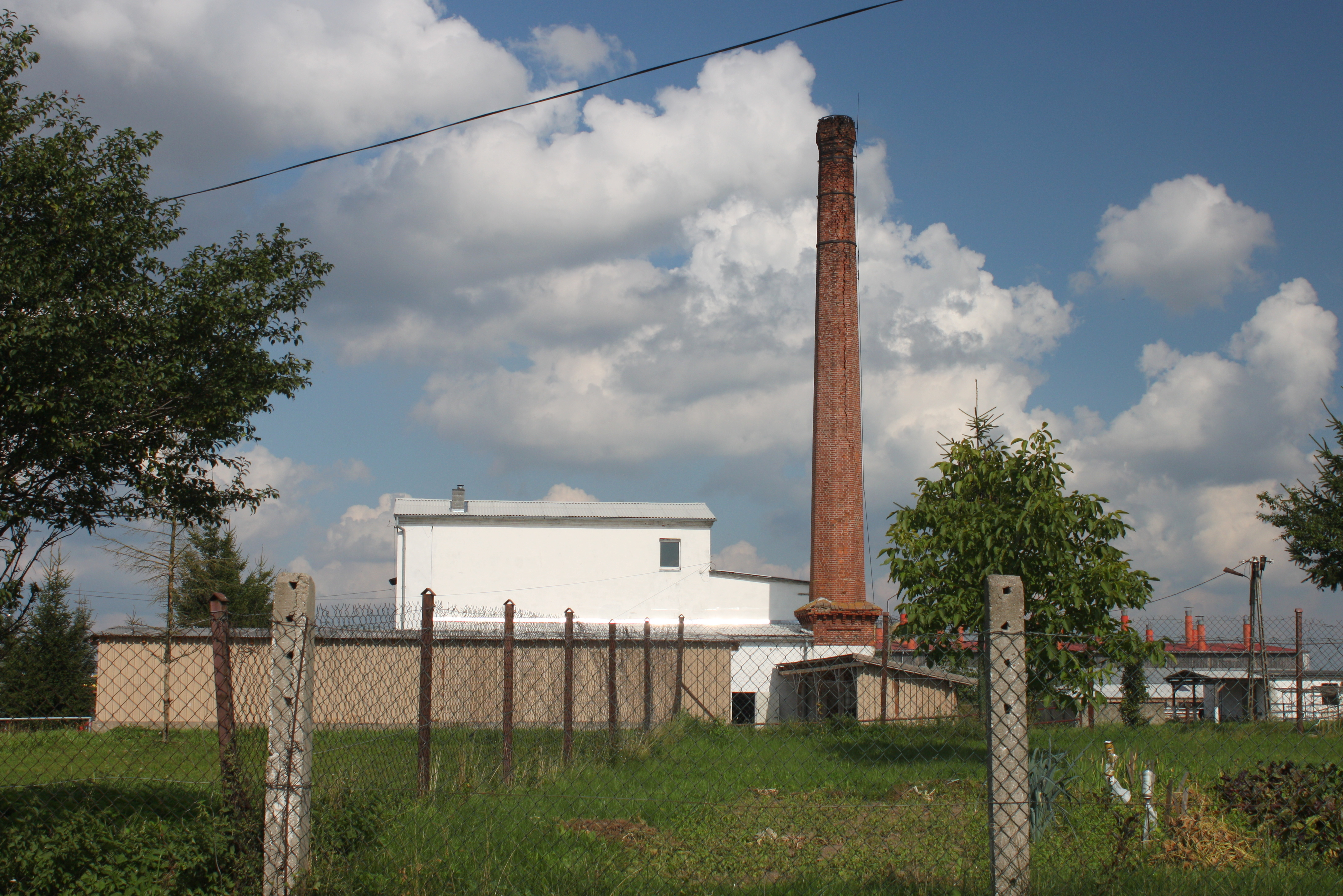
Gewerbebetrieb in Prejłowo

Am 30. September 1928 schlossen sich die beiden bisher getrennt gewesenen Kommunalbezirk  Landgemeinde sowie Gutsbezirk Preylowen zur neuen Landgemeinde Preylowen zusammen. In sie wurde das Gut Wallen (polnisch Wały) eingegliedert.
Die größten Bauernhöfe in den Jahren 1930–1933 waren:
- Holski & Merten, 250 ha, Brennerei
- Paul Buchholz, 130 ha

Nach dem 20. Januar 1945 wurde Preiwils von der Roten Armee eingenommen. Nach Kriegsende kam das Dorf zur Volksrepublik Polen und erhielt die polnische Namensform „Prejłowo“.
Zusammen mit der Osada Prejłowo, die anscheinend an der Ortsstelle des früheren Guts Preylowen liegt, gehört das Dorf zur Landgemeinde Purda (Groß Purden) im Powiat Olsztyński (Kreis Allenstein), von 1975 bis 1998 der Woiwodschaft Olsztyn, seither der Woiwodschaft Ermland-Masuren zugehörig. Im Jahre 2011 zählte Prejłowo 433 Einwohner.

### Einwohnerentwicklung
- 1861: 081[7]
- 1910: 107 Dorf, 164 Gut[8]
- 1933: 412[9]
- 1939: 402[9]
- 2011: 433[1]

### Amtsbezirk Preylowen/Preiwils (1874–1945)
Bei seiner Eriichtung gehörten zehn Kommunen zum Amtsbezirk Preylowen. Am Ende bildeten aufgrund von Strukturveränderungen noch fünf Dörfer den Amtsbezirk Preiwils:
| Deutscher Name                     | Polnischer Name | Anmerkungen                                             |
| ---------------------------------- | --------------- | ------------------------------------------------------- |
| Gillau                             | Giławy          |                                                         |
| Grabowo 1938–1945 Buchental        | Grabowo         |                                                         |
| Graskau                            | Groszkowo       |                                                         |
| Klutznick 1938–1945 Klausen        | Klucznik        |                                                         |
| Nerwigk                            | Nerwik          |                                                         |
| Podlassen 1938–1945 Klausenhof     | Podlazy         | 1928 nach Klutznick eingemeindet                        |
| Preylowen 1938–1945 Preiwils, Dorf | Prejłowo        |                                                         |
| Preylowen, Gut                     |                 | 1928 in die Landgemeinde Preylowen (Dorf) eingegliedert |
| Wallen                             | Wały            | 1928 nach Preylowen eingemeindet                        |
| Wessolowen 1938–1945 Frohwalde     | Wesołowo        |                                                         |

Am 1. Januar 1945 bildeten noch Gillau, Graskau, Klausen, Nerwigk und Preiwils den Amtsbezirk Preiwils.

## Kirche

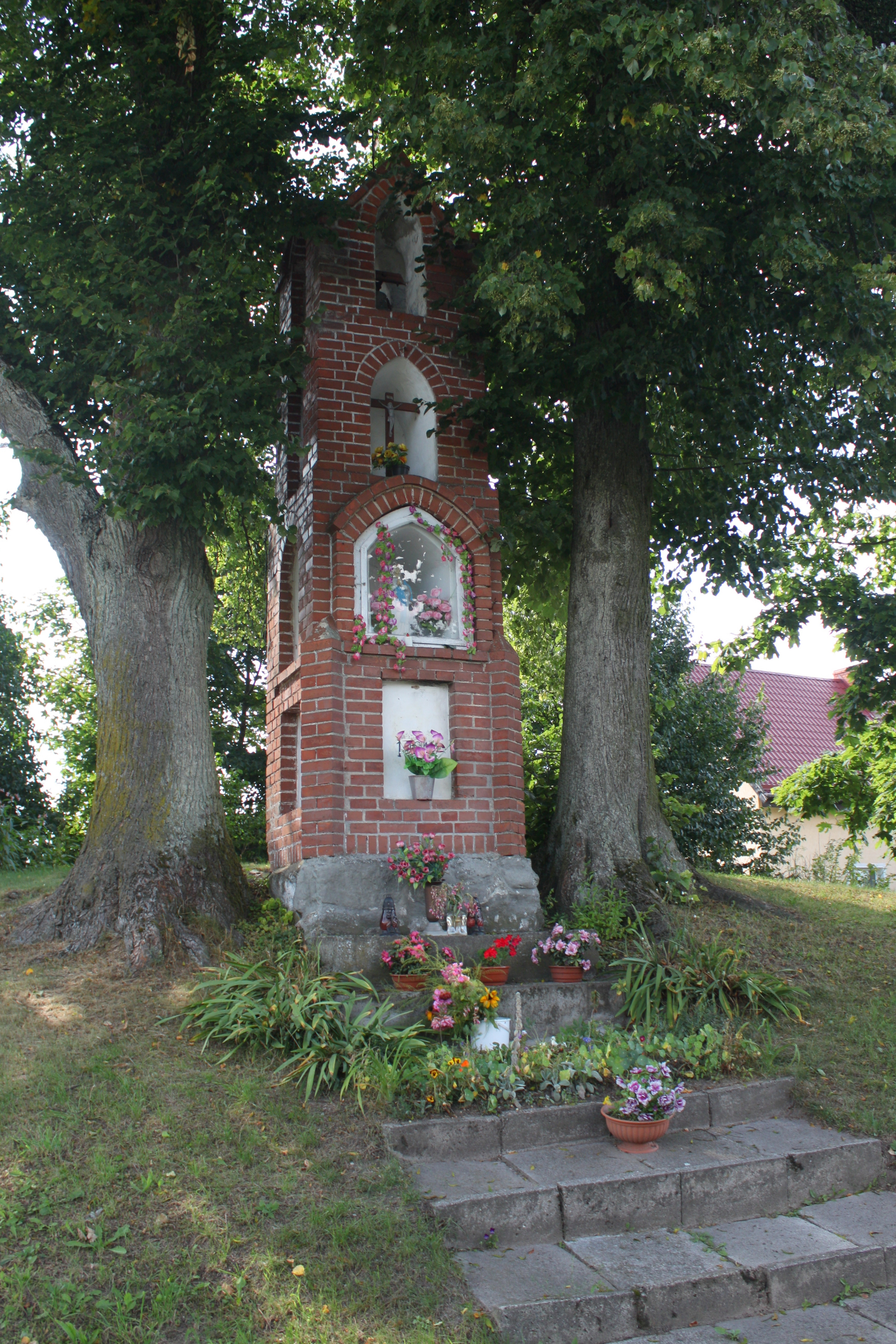
Bildstock von 1901 in Prejłowo

Bis 1945 gehörten die römisch-katholischen Einwohner Preylowens resp. Preiwils dem Kirchspiel Groß Purden (polnisch Purda) im Bistum Ermland, die evangelischen dem Kirchspiel Wartenburg i. Ostpr. (polnisch Barczewo) in der Kirchenprovinz Ostpreußen der Kirche der Altpreußischen Union an.
Die Beziehung zur Purda, das jetz allerdings zum Erzbistum Ermland gehört, besteht katholischerseits noch heut. Evangelischerseits sind die Einwohner Prejłowos zur Christus-Erlöser-Kirche Olsztyn (Allenstein) hin orientiert, die zur Diözese Masuren der Evangelisch-Augsburgischen Kirche in Polen gehört.

## Verkehr

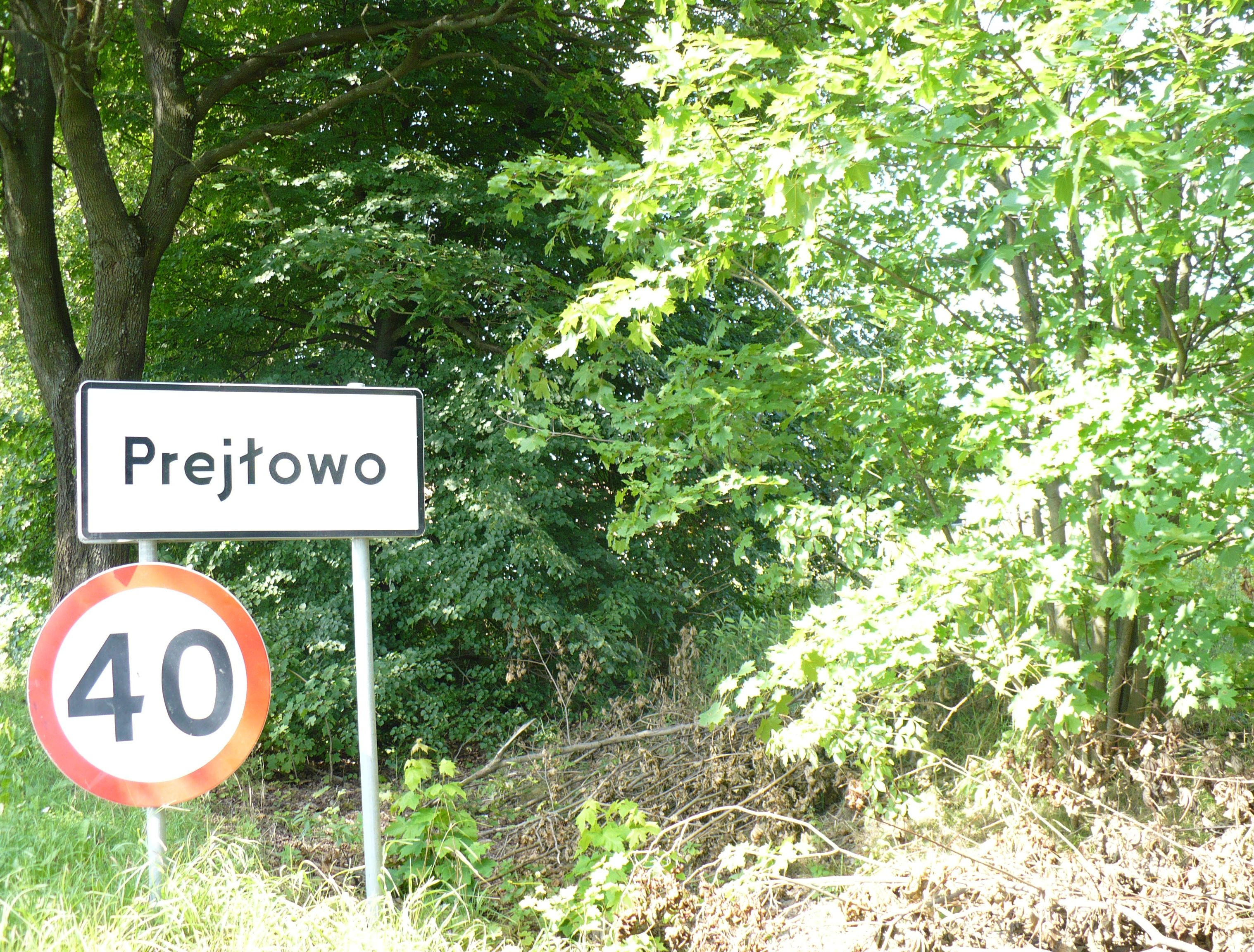
Ortseinfahrtsschild Prejłowo

Prejłowo liegt an einer Nebenstraße, die die Woiwodschaftshauptstadt Olsztyn (Alkenstein) mit Zgniłocha (Gimmendorf) an der bedeutenden Landesstraße 58 (Olsztynek–Szczuczyn) verbindet. Von den Nachbarorten Krupoliny (Kroplainen) sowie Purda (Groß Purden) und Pajtuny (Pathaunen) kommen Nebenstraßen, die innerorts enden.
Eine Anbindung an den Bahnverkehr besteht nicht.